# Brigitte Oertli
Brigitte Oertli (n. 10 iunie 1962, Egg, cantonul Zürich, Elveția) este o schioare alpină ce a reprezentat Elveția, medaliată olimpică. A participat la 2 ediții ale Jocurilor Olimpice (1984, 1988) în care a câștigat două medalii de argint.